# Yohei Kajiyama
Yohei Kajiyama (født 24. september 1985) er en japansk fodboldspiller. Han var en del af den japanske trup ved Sommer-OL 2008.